# Sógor Gyula
Sógor Gyula (Dobra, 1932. június 28. – Kolozsvár, 1998. december 10.) erdélyi református lelkipásztor, egyházi író.

## Életútja, munkássága
Szatmárnémetiben, a Kölcsey Gimnáziumban érettségizett, a kolozsvári Protestáns Teológián 1955-ben szerzett lelkipásztori oklevelet. 1958-ig Nagyvárad-Olaszin segédlelkész, utána 1958–72 között Arad-Gájon, majd haláláig Aranyosgyéresen lelkipásztor. 1990-től haláláig a Tordai Református Egyházmegye esperese. 1996-ban életre hívja az Irgalmasság Háza – Misericordia Egyesületet, mely létrehozója a Bágyoni Idősek Otthonának.
1965-től cikkeket közölt a Református Szemlében, utóbb az Üzenetben is. Posztumusz gyűjteményes kötete (A jövendőt keressük. Kolozsvár, 2003) prédikációkat, előadásokat, alkalmi (anyák napi, esküvői, aranylakodalmi, konfirmációi, kórustalálkozói) beszédeket tartalmaz.

## Díjai
- 2002 A Romániai Magyar Dalosszövetség Zsizsmann Rezső-díja (post mortem)[1]